# Plâtre et Ciment
Albums de Jean-Louis Aubert
Téléphone le live (Téléphone)
(1986) Bleu Blanc Vert
(1989)
Singles
1. Juste une illusion
Sortie : juin 1986
2. Plâtre et Ciment
Sortie : mars 1987
3. Les plages / Compromis
Sortie : juin 1987
4. Quand Paris s'éteint
Sortie : novembre 1987
5. Tel est l'amour (mon amour)
Sortie : décembre 1987

Plâtre et ciment est le premier album studio de Jean-Louis Aubert paru en solo le 1er février 1987 sous le nom de "Jean-Louis Aubert 'n' Ko" avec le batteur Richard Kolinka (tous deux anciens membres de Téléphone).

## Genèse et enregistrement
Le 21 avril 1986, le groupe Téléphone se dissout, alors qu'un nouvel album était en cours de préparation. Cependant, Jean-Louis Aubert qui avait composé une dizaine de morceaux pour cet album les réutilise pour son album Plâtre et Ciment. Le studio d'enregistrement mis à disposition par le producteur Steve Levine, à l'origine pour l'enregistrement du nouvel album du groupe (qui ne verra jamais le jour), est utilisé par Jean-Louis Aubert pour enregistrer avec Richard Kolinka (son copain de toujours et ex-membre de Téléphone) et le bassiste Daniel Roux (ami également du premier) - avec qui ils forment un nouveau groupe du nom de "Jean-Louis Aubert 'n' Ko" - le 45 tours intitulé Juste une illusion (comprenant le titre Oui et non en piste B), qui deviendra un tube incontournable. 
Puis la formation (rejointe par la claviériste Marine Rosier et le percussionniste Feedback) enregistrent à Paris pendant le second semestre 1986 neuf chansons pour l'album Plâtre et Ciment produit par David Tickle. Wendy et Lisa du groupe de Prince participent à l'enregistrement des chansons Plâtre et ciment et Tel est l'amour (mon amour) à la guitare et l'orgue.

## Parution et réception
L'album est sorti sous deux formats différents : 
- le 33 tours comportant les 9 chansons enregistrées à Paris et produites par Tickle.
- en plus du contenu du 33 tours, le CD comporte le single "Juste une Illusion / Oui et non" (enregistré à Londres et produit par Steve Levine). Cette version comporte une erreur de mastering dû à une différence de production d'origine (voir ci-dessous la section Erreur de mastering).

Du fait de la séparation du groupe Téléphone, cet album et l'album Bertignac et les Visiteurs de Louis Bertignac se vendent moins bien que les albums de Téléphone sortis du temps du groupe. L'album n'a pas été classé au Top albums (qui n'était qu'un Top 20 à l'époque). 

### Erreur de mastering
Une erreur importante de mastering est ressentie dans cet album : le morceau Juste une illusion connaît une amplification de 9 décibels par rapport au morceau précédent Tel est l'amour (mon amour), ce qui fait que l'auditeur, agressé dès le début du morceau par un volume sonore largement supérieur au reste de l'album, doit diminuer le volume sonore de son lecteur pour son confort ! Cela est dû à une différence de production entre le travail de Steve Levine sur les chansons Juste une illusion et Oui et non pour une publication en single en 1986, et celui de David Tickle pour les neuf autres chansons pour le 33 tours auxquels sont ajoutés pour la version CD les deux chansons citées précédemment.

## Liste des chansons
Tous les titres ont été écrits par Jean-Louis Aubert. les 9 premières chansons sont enregistrées à Paris et produites par David Tickle, tandis que les deux dernières (Juste une illusion et Oui et non) sont enregistrées à Londres et produites par Steve Levine.
| Plâtre et ciment | Plâtre et ciment                             | Plâtre et ciment | Plâtre et ciment | Plâtre et ciment | Plâtre et ciment | Plâtre et ciment | Plâtre et ciment | Plâtre et ciment | Plâtre et ciment |
| No               | Titre                                        | Durée            |                  |                  |                  |                  |                  |                  |                  |
| ---------------- | -------------------------------------------- | ---------------- | ---------------- | ---------------- | ---------------- | ---------------- | ---------------- | ---------------- | ---------------- |
| 1.               | Plâtre et ciment                             | 5:11             |                  |                  |                  |                  |                  |                  |                  |
| 2.               | Les plages                                   | 4:02             |                  |                  |                  |                  |                  |                  |                  |
| 3.               | L'horizon                                    | 5:30             |                  |                  |                  |                  |                  |                  |                  |
| 4.               | Compromis                                    | 4:30             |                  |                  |                  |                  |                  |                  |                  |
| 5.               | Les gens disent que                          | 4:45             |                  |                  |                  |                  |                  |                  |                  |
| 6.               | Quand Paris s'éteint                         | 4:08             |                  |                  |                  |                  |                  |                  |                  |
| 7.               | Chaque pas                                   | 3:51             |                  |                  |                  |                  |                  |                  |                  |
| 8.               | J't'adore tellement                          | 3:40             |                  |                  |                  |                  |                  |                  |                  |
| 9.               | Tel est l'amour (mon amour)                  | 7:37             |                  |                  |                  |                  |                  |                  |                  |
| 10.              | Juste une illusion - Bonus sur la version CD | 4:47             |                  |                  |                  |                  |                  |                  |                  |
| 11.              | Oui et non - Bonus sur la version CD         | 3:11             |                  |                  |                  |                  |                  |                  |                  |
| 50:27            |                                              |                  |                  |                  |                  |                  |                  |                  |                  |

## Personnel[5]

### Jean-Louis Aubert 'n' Ko
- Jean-Louis Aubert (ex-Téléphone) : chant, guitare, chœurs
- Richard Kolinka (ex-Téléphone) : batterie, chœurs
- Daniel Roux (ami des deux musiciens précédent avec qui il a joué en groupe avant Téléphone) : basse, chœurs
- Marine Rosier : claviers (sauf Juste une illusion et Oui et non)
- Feedback : percussion, chœurs

### Musiciens additionnels
- Fredo Rousseau : claviers additionnelles
- Oli le baron : guitare sur Plâtre et ciment
- Jean-Luc Degioanni : trompette
- Jean-Louis Roques : accordéon sur Quand Paris s'éteint
- Wendy et Lisa du groupe de Prince : guitare, orgue et chœurs sur Tel est l'amour (mon amour)[6]
- Julian Lindsey : claviers sur Juste une illusion et Oui et non[7]

### Équipe technique
- Steve Levine : production sur Juste une illusion et Oui et non
- David Tickle : production (sauf Juste une illusion et Oui et non)